# Iota Pegasi
Iota Pegasi (ι Peg / 24 Pegasi) è una stella binaria appartenente alla costellazione di Pegaso distante 38,3 anni luce dal Sistema solare

## Caratteristiche
Iota Pegasi è una binaria spettroscopica; la stella principale è una stella bianco-gialla di sequenza principale di tipo spettrale F5 poco più massiccia del sole (1,32 volte) e 3,3 volte più luminosa.
A 0,119 U.A. dalla principale, cioè a circa un terzo della distanza di Mercurio dal Sole, si trova una nana gialla di classe spettrale G8V, con una massa pari a 0,8 volte quella del Sole.
Iota Pegasi B ruota attorno alla principale, in un'orbita quasi circolare, in un tempo di 10 giorni, 5 ore e 3 minuti.
Tra circa 4 miliardi di anni, Iota Pegasi A diventerà una gigante rossa, e a quel punto la sua superficie uscirà dal proprio lobo di Roche, iniziando a trasferire massa alla compagna. Questo potrebbe portare la compagna a divenire la componente primaria del sistema dopo un certo tempo. Una volta che entrambe saranno passate dal proprio stadio di gigante, tra circa otto miliardi di anni, si verrà a formare un sistema binario composto da due nane bianche.